# Liv (nome)
Liv  è un nome proprio di persona svedese, norvegese e danese femminile.

## Varianti
- Danese: Liva[1]
- Norvegese: Live[1][2], Liva[2]

### Varianti in altre lingue
- Islandese: Hlíf[1]

## Origine e diffusione
Continua il nome norreno Hlíf, tratto dall'omonimo termine che vuol dire "protezione"; è stato poi alterato per associazione con il termine norvegese liv, che significa invece "vita".
Il nome, che per significato è analogo ad Amparo e Bjørg, è usato comunemente per formare composti. È usato anche nei paesi anglofoni dall'inizio del XX secolo, dove è andato a mischiarsi con Liv, un ipocoristico inglese di Olivia.

## Onomastico
Il nome è adespota, ovvero non è portato da alcuna santa. L'onomastico ricade dunque il 1º novembre, giorno di Ognissanti.

## Persone

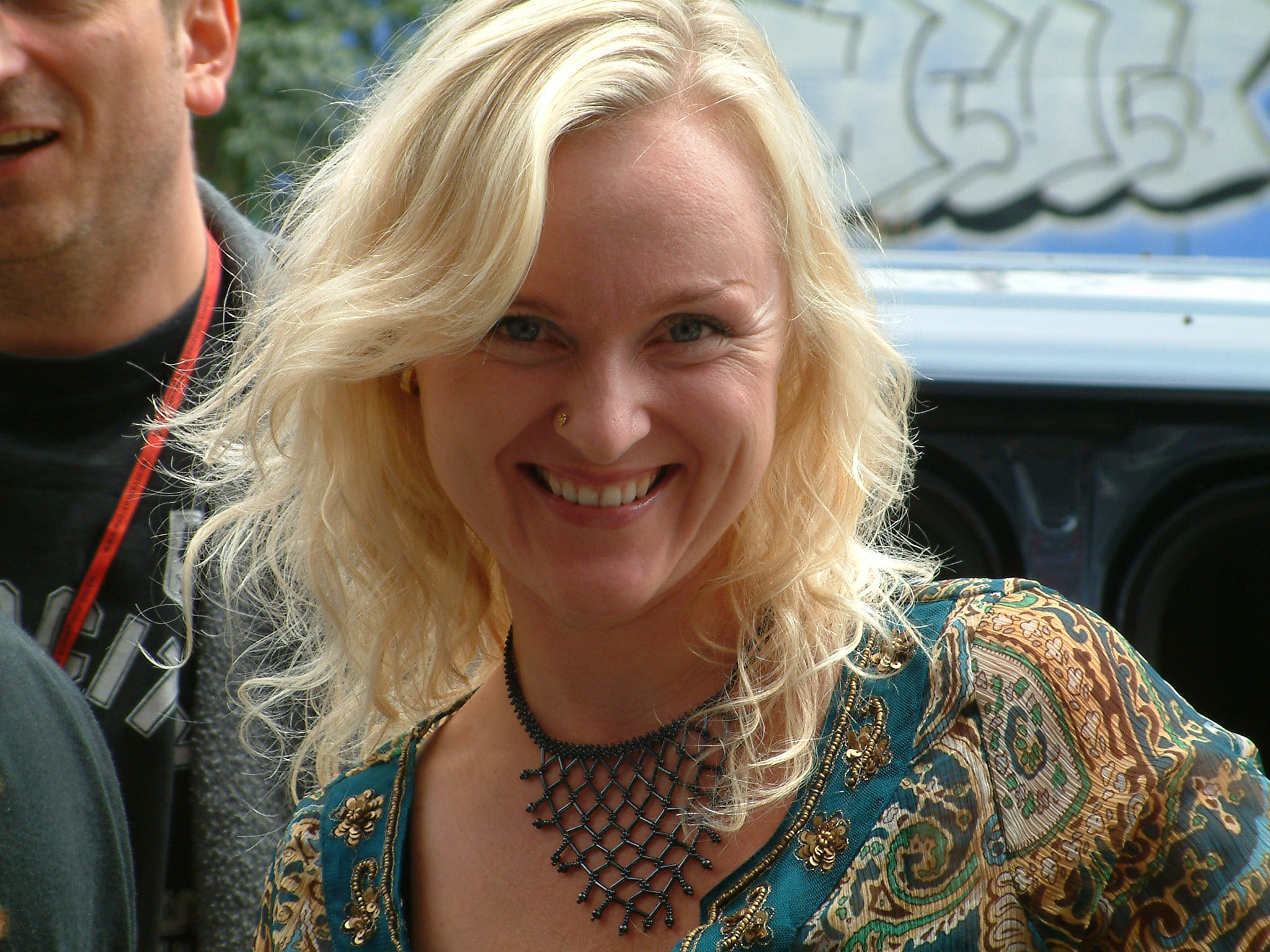
Liv Kristine

- Liv Boeree, giocatrice di poker, conduttrice televisiva e modella britannica
- Liv Christiansen, sciatrice alpina norvegese
- Liv Kristine, cantante e soprano norvegese
- Liv Morgan, wrestler e modella statunitense
- Liv Grete Poirée, biatleta norvegese
- Liv Sansoz, arrampicatrice francese
- Liv Tyler, attrice e modella statunitense
- Liv Ullmann, attrice, regista e sceneggiatrice norvegese